# Sarathropezus conicipennis
Sarathropezus conicipennis là một loài bọ cánh cứng trong họ Cerambycidae.